# Корейцы в Балтиморе
История корейцев в Балтиморе восходит к середине XX века. Община американцев корейского происхождения в Балтиморе начала расти в 1960-х годах и достигла своего пика в 1970–1990-е годы. Корейское население сосредоточено в центральной части Балтимора, особенно в районах Стейшн-Норт и Чарльз-Виллидж, часть которых имеет исторический корейский квартал. С 1990-х годов численность корейцев американского происхождения сократилась из-за урбанизации, при этом многие переселились в соседний округ Хауард.

## Демография
Община американцев корейского происхождения в Балтиморе, штат Мэриленд, насчитывала 1990 человек по состоянию на 2010 год, что составляло 0,3% от населения Балтимора. В Балтиморо-Вашингтонской агломерации, насчитывающем 93 тысячи человек, проживает третья по величине корейская община в США. В столичном регионе Балтимора проживает 35 тысяч корейцев, многие из которых живут в пригородном округе Хауард, особенно в Колумбии и Элликотт-Сити. По состоянию на 2000 год, корейский язык был родным для 3970 человек в Балтиморе.

## История
Корейская община в Балтиморе впервые превысила 100 человек в 1960-х годах. До этого времени корейцы редко селились в городе. В период с 1883 по 1950 годы иммиграция корейцев в Балтимор практически не наблюдалась. Массовое появление корейцев в городе началось после принятия Закона об иммиграции и гражданстве 1965 года, который отменил систему национальных и расовых квот. К 1978 году корейцы стали крупнейшей группой американцев азиатского происхождения в городе. Новый закон способствовал иммиграции квалифицированных корейских рабочих, включая механиков и инженеров для городских предприятий. Многие корейские иммигранты основали продуктовые магазины, химчистки и другие малые предприятия.
Община корейцев-иммигрантов в городе была наиболее сплочённой с 1970-х по 1990-е годы. После этого урбанизация привела к тому, что многие корейцы переселились в близлежащие округа, особенно в округ Хауард. В нижней части Чарльз-Виллидж, к северу от первого корейского продуктового магазина в Балтиморе (Far East House), до сих пор существует группа корейских ресторанов.
По состоянию на 2000 год численность общины составляла 17 987 человек, что составляло 0,7% населения Балтимора. В то время корейцы были крупнейшей группой неевропейского происхождения в Балтиморе после афроамериканцев.
В 2004 году Корея занимала пятое место среди стран происхождения новых жителей Балтимора.
По состоянию на сентябрь 2014 года иммигранты из Кореи составляли седьмую по численности группу иностранного населения в Балтиморе, а корейский язык занимал пятое место среди наиболее распространённых языков после английского.

## Институты
Ассоциация американцев корейского происхождения бакалейщиков и лицензированных производителей напитков Мэриленда, Inc. (кор. 메릴랜드 한인 식품 주류협회; англ. The Korean-American Grocers & Licensed Beverage Association of Maryland, Inc.), или KAGRO Мэриленда, оказывает поддержку владельцам корейских предприятий. В 1995 году организация запустила программу, предоставляющую стипендии в размере $1000 студентам.
Новый зонинг-код «Transform Baltimore» был принят городским советом и подписан 5 декабря 2016 года. Этот код затронул около 90 корейских магазинов, торгующих алкоголем, в Балтиморе. В ответ на это Джулиан Мин, политический активист, организовал и основал Ассоциацию лицензированных производителей напитков американцев азиатского проихождения Мэриленда, Inc., или ALBA. Первым президентом ALBA стал Джон-хо Ли, бизнесмен и владелец магазина Penn Liquors на Гринмаунт-авеню.

## Расовые отношения
Корейцы в Балтиморе сталкиваются с проявлениями антикорейских настроений со стороны городских властей и афроамериканцев. Культурные различия и языковые барьеры, приводящие к недостатку коммуникации и сотрудничества, способствовали росту напряжённости между афроамериканцами и корейцами. На принадлежащем городу рынке Лафайет власти аннулировали договоры аренды у корейских владельцев магазинов с целью увеличения числа афроамериканских владельцев. Этот шаг был обвинён в дискриминации корейцев.
Отношения между афроамериканцами и корейцами в 1990-е годы были напряжёнными. Афроамериканцы выражали недовольство по поводу плохого отношения со стороны корейских мигрантов и считали, что корейские продуктовые магазины продают некачественные продукты. Корейцы опасались за свою личную безопасность после серии ограблений и убийств, жертвами которых становились корейцы, и задавались вопросом, были ли эти преступления мотивированы расовыми предрассудками. Напряжение между двумя общинами достигло критической точки после оправдания афроамериканца, обвинённого в ограблении и убийстве корейского студента колледжа, преимущественно афроамериканским жюри. Представители корейского сообщества подали жалобы в Консультативный комитет штата Мэриленд при Комиссии США по гражданским правам, обвиняя городские власти и правоохранительные органы в неспособности защитить корейцев и корейские предприятия. В ответ на эти жалобы лидеры афроамериканского и корейского сообществ начали искать пути улучшения межрасовых отношений. Городские власти Балтимора расширили языковые услуги и другие формы взаимодействия с корейцами. В соответствии с федеральным законодательством, городские власти и правоохранительные органы Балтимора теперь обязаны предоставлять языковые услуги для корейскоговорящих граждан.
Многие корейцы не доверяют правительству. Языковые барьеры, отсутствие политического представительства, страх возмездия в случае, если уголовное дело разваливается, и отсутствие реакции полиции способствуют недоверию к системе уголовного правосудия.
В 2012 году предложенные изменения в городских законах о зонировании вызвали опасения у многих корейских владельцев магазинов, что они могут потерять свой бизнес. Корейцы владеют большинством круглосуточных магазинов спиртных напитков в Балтиморе, и многие считают, что городские власти несправедливо нацелились на их бизнес. Более 40 лет назад, в 1971 году, многие десятки магазинов спиртных напитков были включены в исключения в рамках изменений в городском зонировании. Предлагаемые изменения в законах о зонировании могли лишить многие из этих корейских магазинов их лицензий. Если бы закон о зонировании был принят, магазины спиртных напитков с исключительными лицензиями были бы вынуждены прекратить продажу алкоголя в течение двух лет, продать свои лицензии кому-то другому или перенести бизнес в район, предназначенный для продажи алкоголя. В ответ несколько десятков владельцев корейских продуктовых магазинов и магазинов спиртных напитков заявили, что они подвергаются несправедливым нападкам.
В 2012 году была предложена инициатива, запрещающая несовершеннолетним приобретать любые товары в магазинах спиртных напитков. Ассоциация американцев корейского происхождения бакалейщиков и лицензированных торговцев напитками штата Мэриленд заявила, что эта инициатива носит расистский характер по отношению к корейцам. Юридический советник ассоциации провёл параллель между этим законом и законами о китайских прачечных XIX века, которые использовались для закрытия китайских предприятий в Сан-Франциско.
После гибели Фредди Грея в 2015 году в ходе беспорядков в Балтиморе многие магазины, принадлежавшие корейцам, были повреждены или разграблены. Из 380 предприятий, пострадавших от действий мародёров, 100 принадлежали владельцам корейского происхождения. Несмотря на то, что ущерб, нанесённый предпринимателям, составил около $2 миллионов, некоторые магазины были вновь открыты благодаря усилиям по сбору средств Джулиана Мина, политического активиста, и других благотворителей корейского происхождения.
Хотя Балтимор имеет историю расовых напряжённостей между афроамериканцами и корейцами, некоторые американцы корейского происхождения, такие как Ынхе Гон, считают, что магазины, принадлежавшие корейцам, были мишенью по экономическим, а не расовым причинам. В ответ на ущерб, нанесённый беспорядками бизнесам американцев корейского происхождения, в районе Station North Arts and Entertainment District было организовано представление под названием «Bmore Seoul to Soul», в котором участвовали как афроамериканские, так и корейские танцоры. Целью этого мероприятия было снижение напряжённости между двумя сообществами.

## Корейский квартал
В районе Чарльз-Виллидж (официально известном как Район искусств и развлечений Сентэйшн-Норт) существует небольшая часть, неофициально называемая Корейским кварталом или «Маленькой Кореей». Здесь расположено множество корейских ресторанов, но официально этот район не признан как Корейский квартал. Неофициальные границы этого района проходят на севере по 24-й улице, на юге по Норт-авеню, на западе по Мэриленд-авеню и на востоке по улице Сент-Пол. В 2017 году Джулиан Мин был назначен директором по международным делам и активно продвигал идею создания официального Корейского квартала в Балтиморе для привлечения и удержания предприятий, принадлежащих корейским владельцам.

## Культура
Ежегодно в сентябре на площади у Мемориального военного музея в Балтиморе проводится Корейский фестиваль. Фестиваль организуется Корейским обществом Мэриленда и проводится более 35 лет.
В Балтиморе проживает значительное количество корейцев-христиан. В городе и его окрестностях действует более 40 корейских церквей.

## Здоровье
Корейцы в Балтиморе — это малообеспеченная группа населения, многие из которых сталкиваются с проблемами доступа к медицинской помощи. Недостаток доступа к медицинским услугам является давней проблемой для корейской общины города. Согласно одному исследованию, только 40% корейцев получали медицинскую помощь, когда она была им необходима, а 86% из тех, кто обращался за помощью, испытывали трудности, в основном из-за языкового барьера.
В ответ на эти проблемы Школа медсестёр Джонса Хопкинса и филантроп Джулиан Мин помогли основать Корейский ресурсный центр — некоммерческую образовательную и исследовательскую организацию, ориентированную на сообщество, которая мобилизует ресурсы в корейской общине и оказывает помощь пожилым корейцам.
В 1999 году в Балтиморе был основан Столичный корейский центр для пожилых людей, который сосредоточен на удовлетворении потребностей пожилых корейцев в городе. Центр предлагает курсы английского языка, ежедневные обеды, экскурсии и медицинскую помощь.

## Заметные персоналии
- Мина Чхон[англ.]— художница новых медиа, ученый и педагог.
- Дэвид Дж. Ким[англ.] — генеральный директор и основатель C2 Education.
- Соня Сон — актриса, известная по роли детектива Кимы Греггс в сериале «Прослушка»

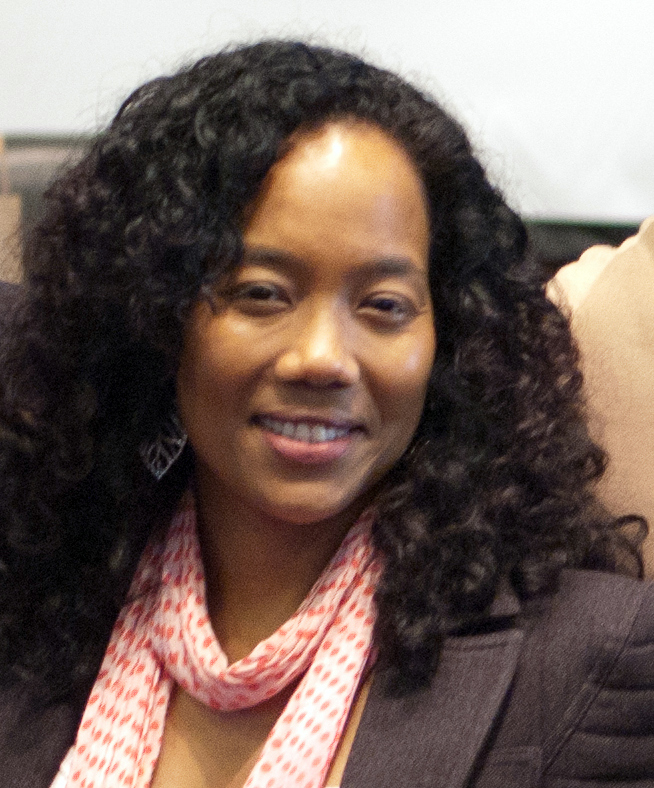
Соня Сон
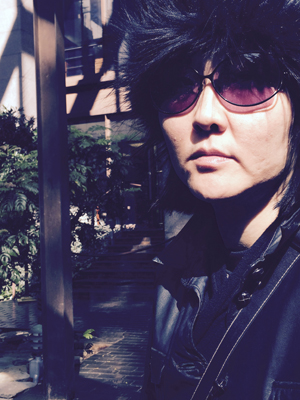
Мина Чхон[англ.]
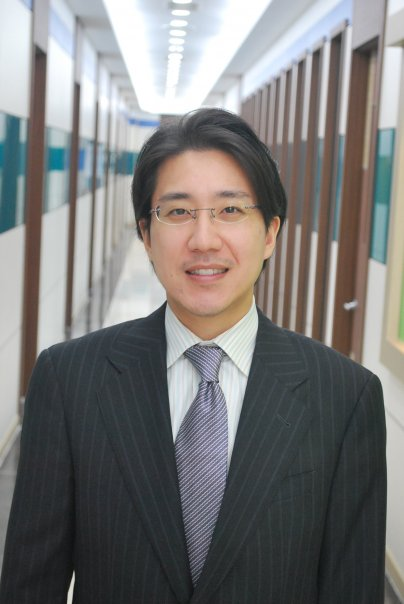
Дэвид Дж. Ким[англ.]